# Мифунэ, Тидзуко
Тидзуко Мифунэ (яп. 御船 千鶴子); 17 июля 1886, Мацуаи — 19 января 1911) — японская ясновидящая. В апреле 1910 года убедила в своих способностях парапсихолога Томокити Фукураи, однако по результатам более глубокой проверки в Токийском университете осенью того же года была обвинена в шарлатанстве. По некоторым сведениям, была прототипом Сидзуко Ямамуры — матери Садако Ямамуры в цикле японских фильмов ужасов «Звонок».

## Биография
17 июля 1886 года, в деревне Мацуаи, в префектуре Кумамото, у врачевателя — Шуеки Мифунэ, рождается вторая дочь от его жены — Юки. С рождения у Тидзуко прогрессировала глухота левого уха.
В возрасте 22 лет, Тидзуко вышла замуж за полковника Какэна Кавати. Мать Какэна попыталась покончить с собой, из-за случая обвинения в краже 50 йен, но ей не удалось. В скором времени Какэн и Тидзуко развелись, и она вернулась в родительский дом.
Зять Тидзуко практиковал гипноз с помощью физических и дыхательных тренировок, что привело к тому, что он начал гипнотизировать Тидзуко и обучать её.
Покончила с собой в 1911 году.